# 東方影業 (香港)
東方影業（英語：Mandarin Motion Pictures Ltd）是香港一家電影公司，於2018年創立，創辦人為黃百鳴其兒子黃子桓。2017年10月，黃百鳴一家出售傳播娛樂後，透過電影城（永利）有限公司及東方影業管理院線Cinema City，Cinema City設有2所影院，10個銀幕，合共933座位。截至2025年8月，其公司在香港的市場佔有率約為4%。

## 歷史
2018年創立，源流於黃百鳴成立的天馬電影及前公司東方電影發行，東方影業的電影製作亦承繼住天馬電影品牌作品（如《葉問》、《S風暴》系列）。近年亦多次與伍健雄旗下的本地製作合作出品《逃獄兄弟》系列等電影。

## 旗下影院
由電影城（永利）有限公司及東方影業管理院線Cinema City。

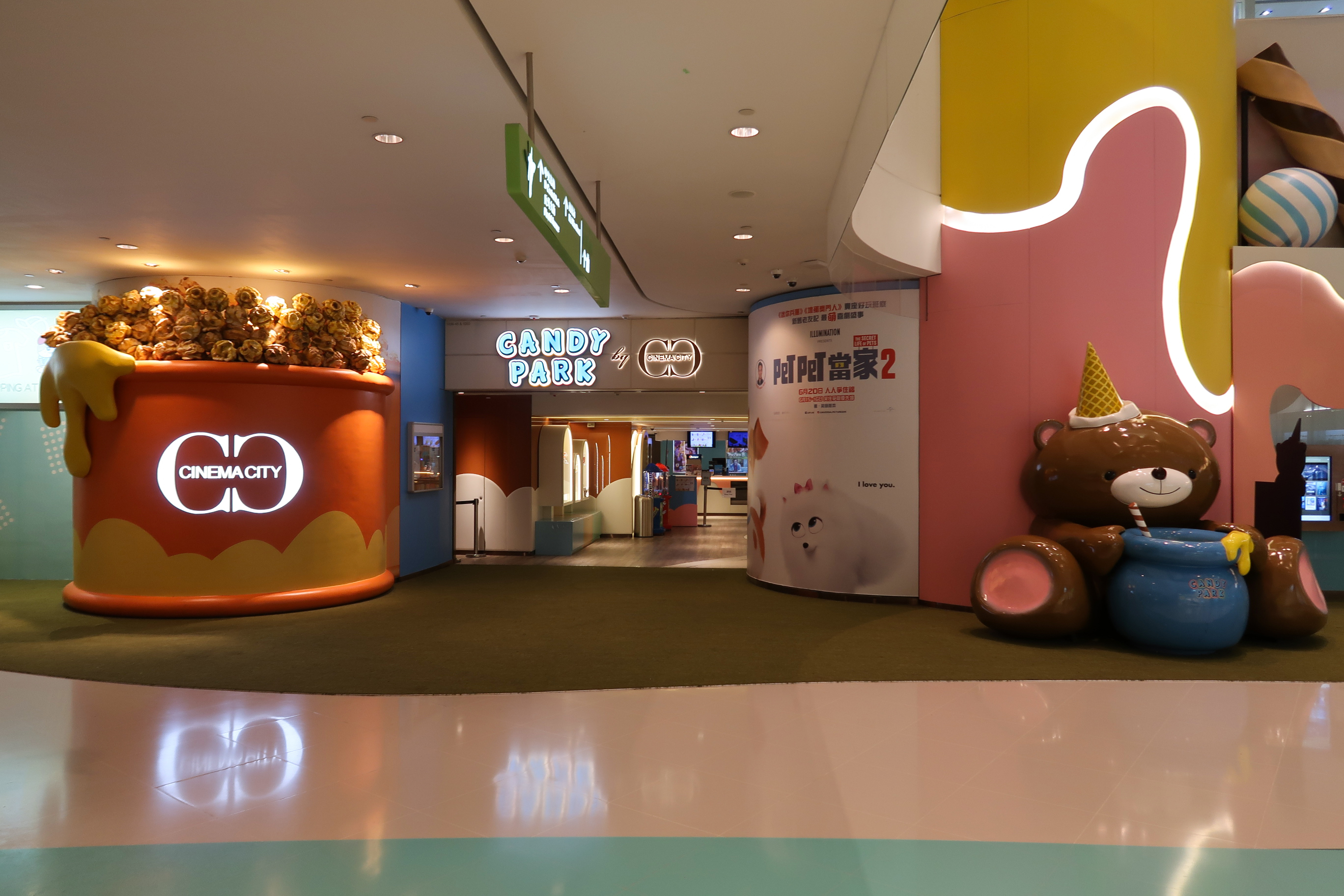
荃灣愉景新城的CANDY PARK BY CINEMA CITY

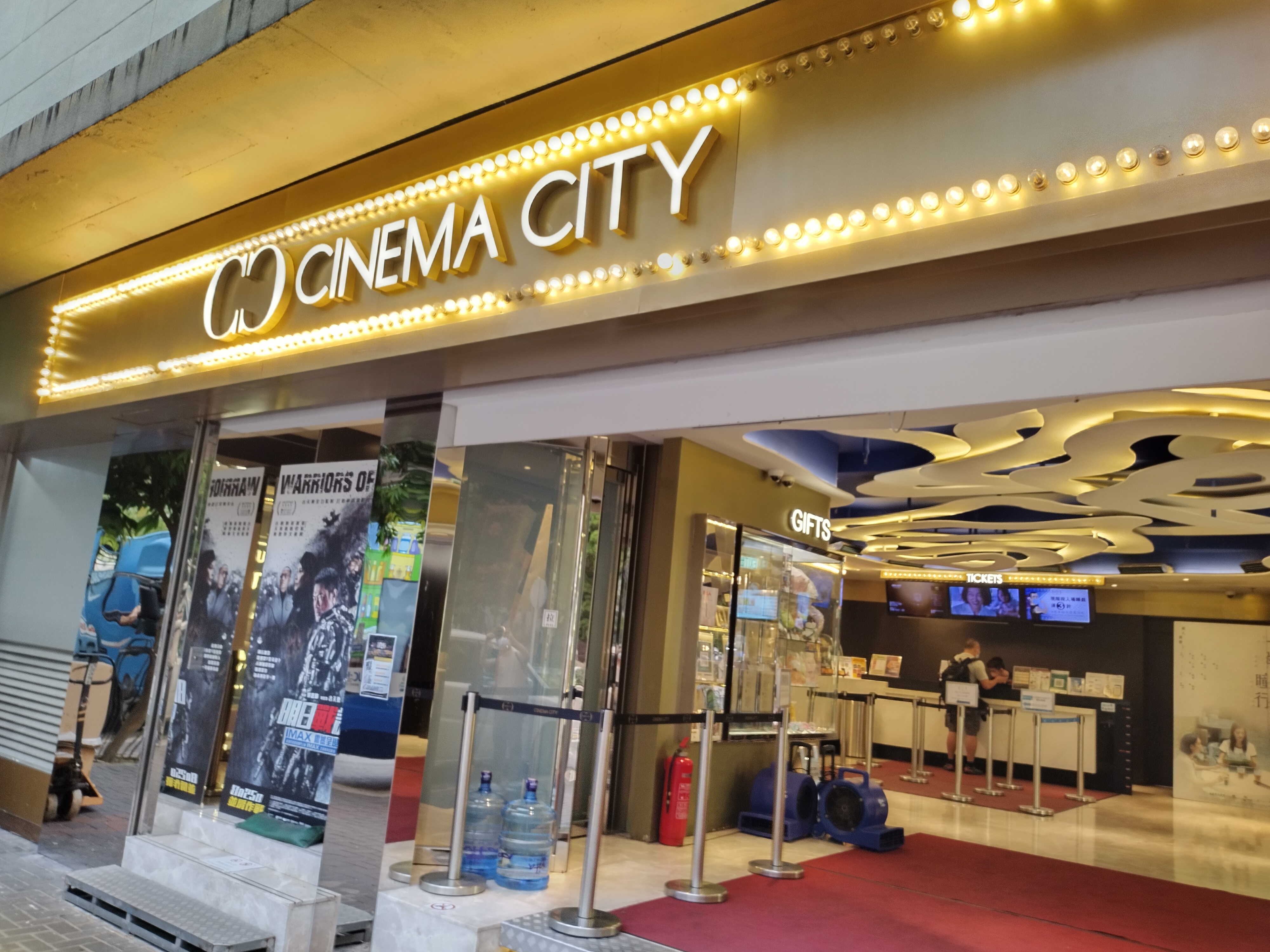
柴灣永利中心的Cinema City柴灣

截至2025年8月，Cinema City在香港有2間戲院，共10個影廳，共933個座位：
- Cinema City柴灣

```
位於
柴灣
永利中心
（2017年7月13日開業）5間影廳共518個座位
```

- Candy Park by Cinema City

```
位於
荃灣
愉景新城
（2017年12月底開業）5間影廳共415個座位
```

## 已結業影院
Cinema City Victoria
- 位於銅鑼灣糖街樂聲大廈（2018年1月25日開業至2022年2月15日結業。）
- 5間影院共359個座位

Cinema City JP銅鑼灣
- 位於銅鑼灣翡翠明珠廣場（2017年8月開業至2023年4月30日結業，影藝戲院接手）
- 2間影院共660個座位

Cinema City 星影匯
- 接手星影匯營運權
- 位於九龍灣九龍灣國際展貿中心EMax地下（2020年9月1日開業至2024年6月30日因重建而結業）
- 9間影院共1129個座位

Cinema City朗豪坊

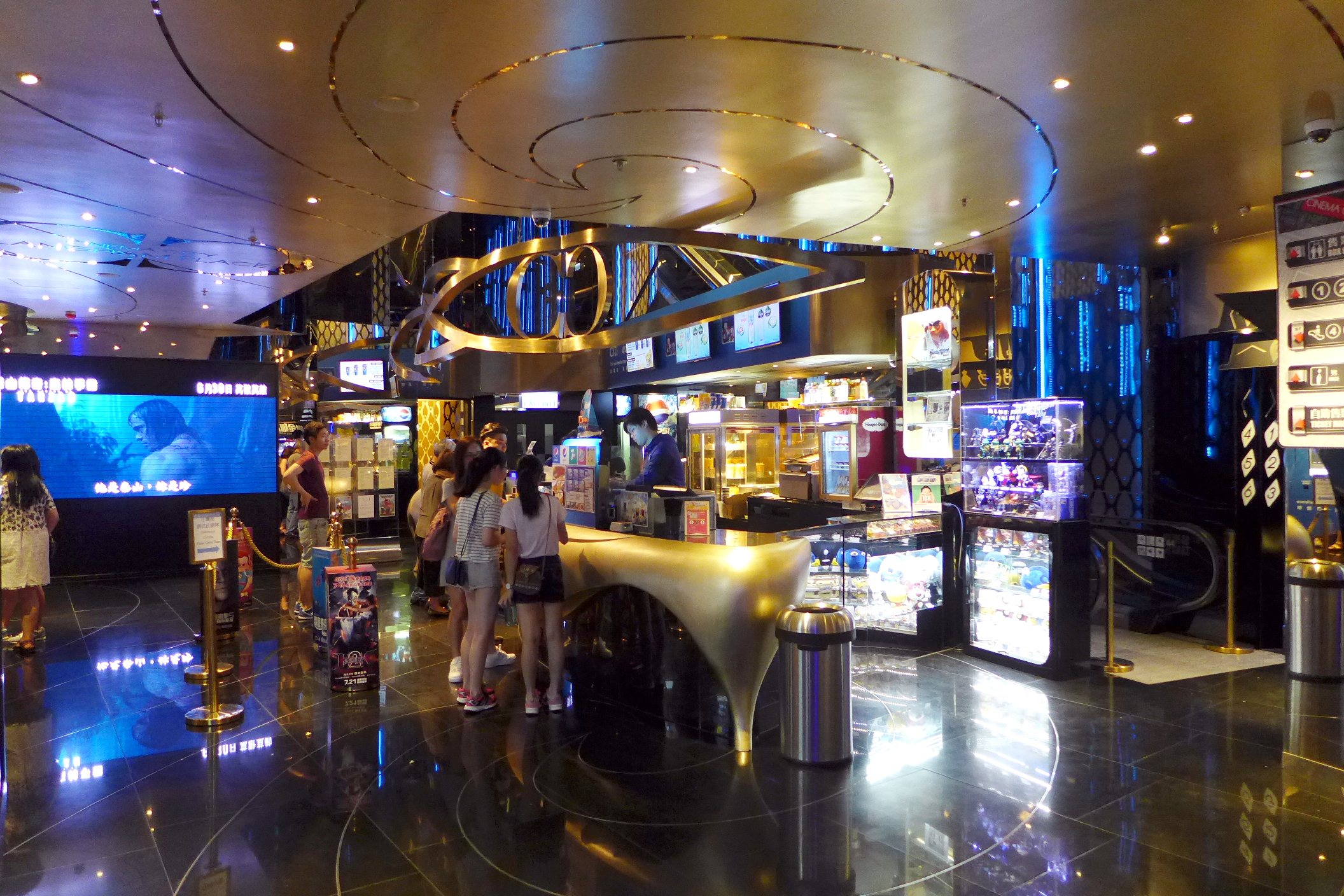
旺角朗豪坊的Cinema City朗豪坊(已結業)

- 位於旺角朗豪坊（2015年1月5日開業至2024年7月22日因租約期滿而結業，由百老匯旗下Gala Cinema 接手）
- 6間影院共1102個座位
- 傳遞娛樂擁有，Cinema City管理。

## 出品電影
2018年
- L風暴
- 葉問外傳：張天志

2019年
- 家和萬事驚
- P風暴
- 葉問4：完結篇

2020年
- 家有囍事2020
- 逃獄兄弟

2021年
- 逃獄兄弟2
- G風暴

2022年
- 逃獄兄弟3
- 焚身
- 一路瞳行
- 忽然心動

2023年
- 天龍八部之喬峯傳
- 女子監獄

2024年
- 反貪風暴之加密危機
- 誤判

2025年
- 拼命三郎

未來
- 張天志2
- 葉問5
- 導火線2
- 鏢人
- E風暴
- 逃獄兄弟4

## 發行電影
- 哪吒之魔童鬧海
- 水餃皇后
- 第二十條
- 醬園弄

## 外部連結
- 香港影庫上《東方影業》的資料（繁體中文）